# Lubor Dibelka
Lubor Dibelka (* 22. Februar 1983 in Brno, Tschechoslowakei) ist ein deutsch-tschechischer Eishockeyspieler, der seit Mai 2022 erneut beim SC Riessersee in der Eishockey-Oberliga auf der Position des Stürmers spielt.

## Karriere
Dibelka durchlief zunächst bis 1999 die Jugendmannschaften des HC Ytong Brno, ehe er diverse U18- und U20-Mannschaften des HC Třinec, HC Ytong Brno, HC Zlín und HC Litvínov bis 2004 durchlief. 2000 hatten ihn die Erie Otters beim CHL Import Draft in der ersten Runde als insgesamt 29. Spieler ausgewählt, er blieb aber in Tschechien. In höherklassigen Ligen begann er in der Saison 2000/01 zu spielen, als er beim HC Ytong Brno in der drittklassigen 2. tschechischen Liga zu einem Einsatz in den Playoffs kam. In der folgenden Saison 2001/02 kam er beim HC Ytong Brno, der in die zweitklassige 1. tschechische Liga aufgestiegen war, zu sieben Einsätzen und erzielte dort auch seinen ersten Assist.
Nach dieser Saison wechselte er zur Saison 2002/03 zum HC Litvínov, der in der tschechischen Extraliga vertreten war, kam aber nur zu einem Einsatz und einem Assist. In den letzten Jahren spielte Dibelka parallel auch in den U18- respektive U20-Mannschaften. Zur Saison 2003/04 wechselte er zunächst zum zweitklassigen HC Havířov und nach nur zehn Spielen wieder zum drittklassigen HC Ytong Brno, bei welchem er nach 25 Spielen und 24 Punkten in der regulären Spielzeit und zehn Playoff-Spielen mit neun Punkten beendete. Dies war gleichzeitig auch die letzte Saison, in der er in einer U20-Mannschaft auf dem Eis stand. In der Saison 2004/05 stand Dibelka zunächst wieder beim HC Havířov unter Vertrag, wechselte aber nach 32 Spielen zum Ligarivalen HC Sareza Ostrava, wo er die Saison nach weiteren 13 Spielen beendete.

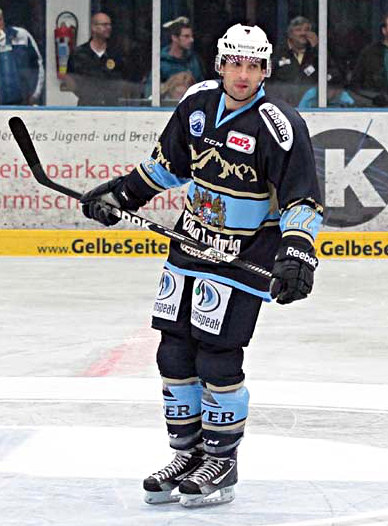
Lubor Dibelka im Trikot des SC Riessersee (2013)

Die Saison 2005/06 war wieder mit vielen Vereinswechseln für Dibelka verbunden. Die Saison begann er beim HK Jestřábi Prostějov in der zweitklassigen 1. Liga, wechselte dann nach 18 Spielen zum Ligakonkurrenten HC Kometa Brno und nach weiteren zwölf Spielen zum drittklassigen VSK Technika Brno, wo er nach weiteren 16 Spielen diese Saison beendete. Doch blieb er diesmal wieder nicht, sondern wechselte zur Saison 2006/07 zunächst für sieben Spiele zum zweitklassigen SK Horácká Slavia Třebíč, ehe er wieder beim VSK Technika Brno unter Vertrag genommen wurde. Zur folgenden Saison 2007/08 wechselte Dibelka wieder den Verein und heuerte erneut beim SK Horácká Slavia Třebíč an, diesmal blieb er bis zum Saisonende.
Die folgende Saison begann er wieder bei einem neuen Verein, heuerte allerdings nicht in Tschechien, sondern in Deutschland beim Oberliga-Verein EC Peiting an, bei welchem er für drei Jahre verblieb und mit 289 Punkte in 135 Spielen zum Oberliga-Topscorer avancierte. Im Juli 2011 wurde bekannt, dass Lubor Dibelka zum SC Riessersee wechselte. Viele Vereine aus der 2. Bundesliga bekundeten Interesse an ihm, doch aus familiären Gründen wollte er nicht zu weit weg von seinem Heimatort Peißenberg, und da er aber unbedingt in die 2. Eishockey-Bundesliga wollte und der SC Riessersee den Aufstieg sportlich wie auch finanziell gemeistert hatte, waren sich Verein und Spieler schnell einig.
 Entgegen allen Erwartungen erreichte Dibelka mit dem SC Riessersee den geforderten Klassenerhalt in der 2. Eishockey-Bundesliga und wurde zugleich auch Topscorer der 2. Bundesliga mit insgesamt 71 Scorerpunkten.

Im April 2012 wurde bekannt, dass Dibelka beim DEL-Club EHC München einen Kontrakt über ein Jahr für die Spielzeit 2012/13 unterschrieben hat.
Nach nur einer Saison in München kehrte er zur Saison 2013/2014 zum SC Riessersee zurück.
Im August 2015 wechselte er zurück in die DEL zu den Grizzlys Wolfsburg, nachdem er kurz zuvor die deutsche Staatsbürgerschaft erhalten hatte. Mit den Grizzlys erreichte er zweimal in Folge die Vizemeisterschaft, ehe er im April 2017 zum SC Riessersee zurückkehrte.
Zwischen 2018 und 2022 spielte er anschließend für den EC Bad Tölz. Nach dem Abstieg aus der DEL2 verließ Dibelka die Tölzer Löwen und wurde zum vierten Mal vom SC Riessersee verpflichtet.

## Karrierestatistik
(Legende zur Spielerstatistik: Sp oder GP = absolvierte Spiele; T oder G = erzielte Tore; V oder A = erzielte Assists; Pkt oder Pts = erzielte Scorerpunkte; SM oder PIM = erhaltene Strafminuten; +/− = Plus/Minus-Bilanz; PP = erzielte Überzahltore; SH = erzielte Unterzahltore; GW = erzielte Siegtore; 1 Play-downs/Relegation; Kursiv: Statistik nicht vollständig)